# Leon Powe
Leon Powe Jr. (* 22. Januar 1984 in Oakland, Kalifornien) ist ein US-amerikanischer Basketballspieler der nordamerikanischen Profiliga National Basketball Association (NBA).

## Leben
Leon Powe wuchs in Oakland an der Bucht von San Francisco auf. Oakland ist ein Ort mit hoher Kriminalitäts- und Armutsquote.
Powes Vater verließ die Familie, als er noch zwei Jahre alt war. Als Powe sieben Jahre alt war, brannte das Haus der Familie ab, und sie musste viele Jahre auf der Straße leben. Nach einiger Zeit nahm der Staat Leon seiner Mutter weg und brachte ihn in eine Pflegefamilie. Seine Karriere wurde maßgeblich vom US-amerikanischen Sportfernsehsender ESPN unterstützt.

## High-School-Karriere
Leon Powe besuchte die Oakland Technical Highschool wo er in der Saison seines Senior-Jahres durchschnittlich 27,4 Punkte, 14,2 Rebounds und 3,1 Blocks machte. Mit Powe in den Reihen Oaklands, war es für das Team möglich, das CIF Oakland Championship zu gewinnen und für Powe möglich, bei mehreren anderen Turnieren teilzunehmen. Vier Tage, bevor Powe an der Staatsmeisterschaft teilnahm, verstarb seine Mutter.

## College-Karriere
Powe spielte während seiner Collegezeit für die Californian Golden Bears, war dort ebenfalls sehr erfolgreich, doch konnte aufgrund einer schweren Knieverletzung längere Zeit nicht spielen. Als er wieder fit war, beeindruckte er mit 20,5 durchschnittlichen Punkten und 10,1 durchschnittlichen Rebounds. Er wurde zum MVP gewählt.

## Professionelle Karriere
Im Jahre 2006 entschied sich Leon Powe sich für die NBA-Draft 2006 einzutragen. Er wurde in der zweiten Runde von den Denver Nuggets and 49ster Stelle gedraftet. Die Nuggets tradeten ihn relativ schnell zu den Boston Celtics. Nachdem er in der Sommer-Saison für die Celtics gespielt hatte, unterschrieb er einen Dreijahresvertrag bei Boston.
Saison 2006-07
Powe spielte als Rookie an vierter Stelle hinter Kendrick Perkins, Brian Scalabrine und Michael Olowokandi. Durch eine Reihe von Verletzungen im Kader der Boston Celtics spielte Powe immer öfters und konnte so zeigen, wie gut er ist. Er beendete die Saison mit 4,2 Punkten, 3,4 Rebounds in durchschnittlich 11 Minuten.
Saison 2007-08
Die Saison 2007-08 war der Durchbruch für Leon Powe. Zuerst erzielte er am 29. Januar 2008 24 Punkte und 11 Rebounds, später am 16. April desselben Jahres erzielte er 27 Punkte, seine persönliche Bestleistung, gegen die New Jersey Nets. Im zweiten Spiel der NBA-Finals 2008 gegen die Los Angeles Lakers erzielte er in nur 15 Minuten 21 Punkte, während die Menge seinen Namen schrie. Boston gewann an diesem Abend, am 8. Juni 2008, mit 108–102 Punkten.
Saison 2008-09
Am 13. März 2009 stellte er mit 30 Punkten im Spiel gegen die Memphis Grizzlies eine Karrierebestmarke in dieser Kategorie auf.
Saison 2009-10
Am 12. August 2009 unterschrieb Powe einen Vertrag bei den Cleveland Cavaliers.
Saison 2010-11
Am 5. März unterschrieb Powe einen Vertrag bei den Memphis Grizzlies, nachdem die Cleveland Cavaliers ihn aufgrund von Überkapazitäten aus ihrer Spielerliste gestrichen haben.